# Xilan
Xilan (kinesiska: 西兰) är en socken i sydöstra Kina. Den ligger i Luoyuan härad i provinshuvudstaden Fuzhou i provinsen Fujian omkring 44 kilometer norr om centrala Fuzhou. Antalet invånare är 10 628. Befolkningen består av 4 420 kvinnor och 6 208 män. Barn under 15 år utgör 12,0 %, vuxna 15-64 år 76 %, och äldre över 65 år 10,0 %.